# 塔夫呂峰
46°40′45″N 10°17′45″E / 46.67917°N 10.29583°E

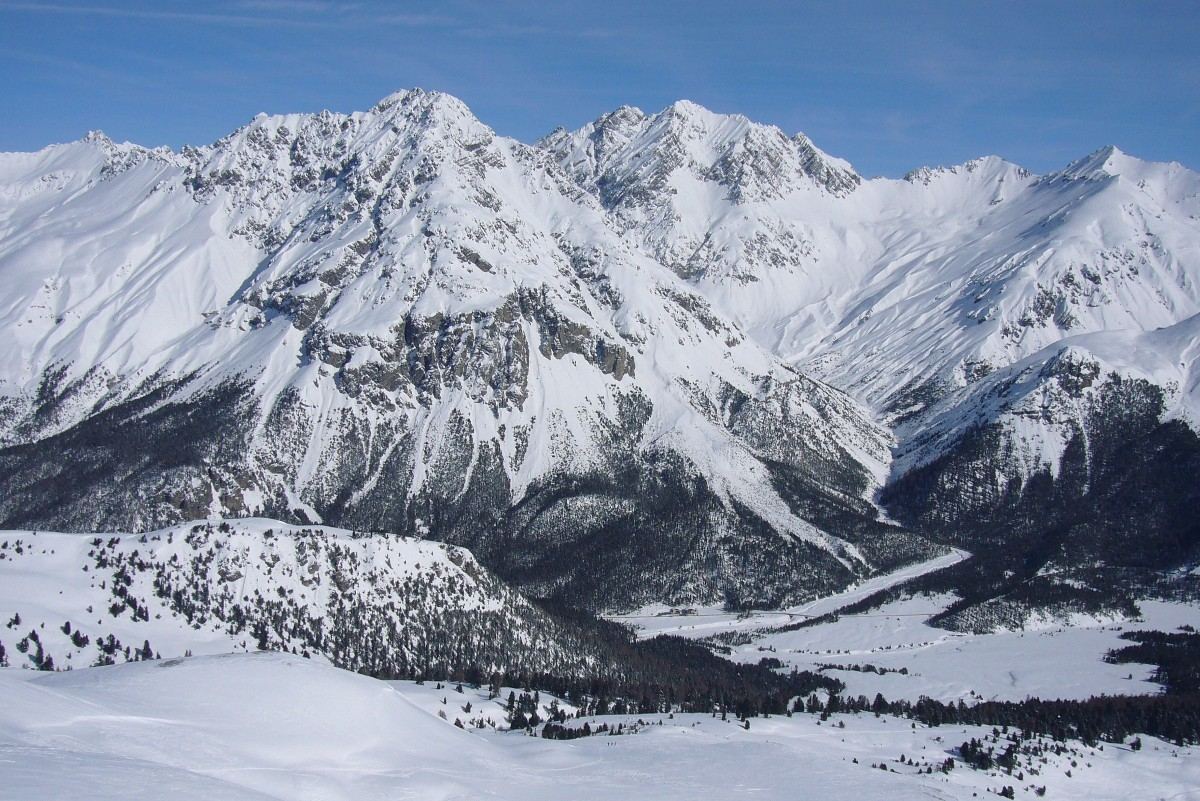

塔夫呂峰（Piz Tavrü），是瑞士的山峰，位於該國東南部，由格勞賓登州負責管轄，屬於塞斯文納山脈的一部分，海拔高度3,168米，每年平均降雨量1,367毫米。